# Anderson Seroi
Anderson Saitoti Seroi (1 juli 1993) is een Keniaanse atleet, gespecialiseerd in de marathon.

## Persoonlijke records
| Afstand  | Tijd    | Datum         | Plaats    |
| -------- | ------- | ------------- | --------- |
| Marathon | 2:11.54 | 19 maart 2023 | Chongqing |

## Palmares

### Halve marathon
- 2023:  halve marathon van Buri Ram - 1:04.07

### Marathon
- 2020: 8e Marathon van Xiamen - 2:13.47
- 2021:  Marathon van Venetië - 2:12.21
- 2022:  Marathon van Kuching - 2:32.02
- 2022: 5e Marathon van Kuala Lumpur - 2:17.35
- 2022:  Marathon van Singapore - 2:20.21
- 2023:  Marathon van Chongqing - 2:11.54
- 2023: 4e Marathon van Bali - 2:16.37
- 2023: 4e Marathon van Kuala Lumpur - 2:14.41
- 2023:  Marathon van Singapore - 2:15.59
- 2024:  Marathon van Hongkong - 2:12.50[1]